# Georges Sorel

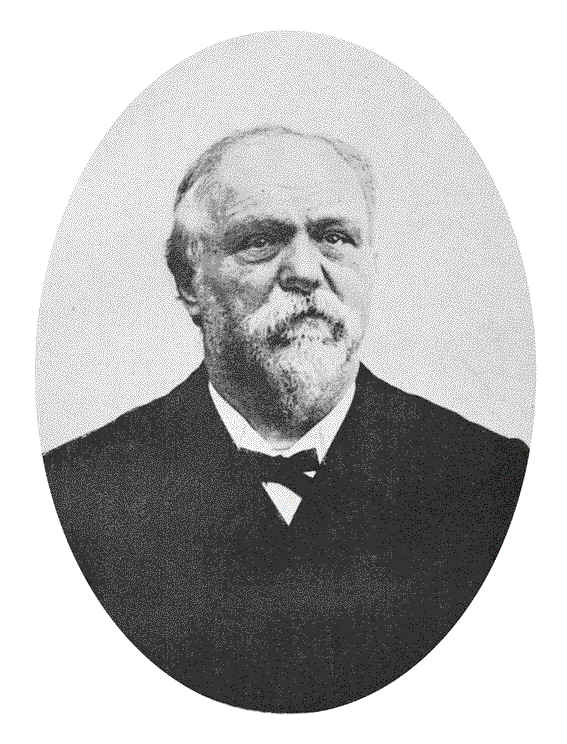
Georges Sorel

Georges Eugène Sorel (* 2. November 1847 in Cherbourg; † 29. August 1922 in Boulogne-sur-Seine) war ein französischer Sozialphilosoph und Vordenker des Syndikalismus.
Sorel war Gegner der liberalen Demokratie. Selbst keiner konkreten politischen Strömung zugehörig, hatte er Einfluss auf viele antiliberale politische Bewegungen, insbesondere durch seine positive Interpretation politischer Gewalt, die die Gesellschaft kräftige und sittlichen Verfall aufhalte.

## Leben und Wirken
Georges Sorel wurde 1847 im französischen Cherbourg geboren. Er wuchs in einer bürgerlichen Familie auf und arbeitete viele Jahre als Beamter im Straßen- und Brückenbauwesen in Frankreich. Während dieser Jahre verlief sein Leben strebsam und unauffällig. Ihm wurde das Kreuz der Ehrenlegion verliehen und er wurde zum Chefingenieur ernannt. Mit 42 Jahren begann er zu schreiben und konnte durch Ansparungen und Erbschaften sein Amt niederlegen, um sich voll und ganz der Wissenschaft zu widmen. Ab hier beginnt eine Zeit, in der Sorel mehrere philosophiepolitische Phasen durchläuft. Er beginnt mit einem traditionell philosophischen Stadium, in dem er unter anderem auch monarchistische Positionen vertrat.
1892 veröffentlichte er die drei Aufsätze Die alte und die neue Metaphysik, in denen er sich vom traditionellen Denken abwendet und sich selbst als fortschrittlichen Sozialisten bezeichnet. Die Jahre von 1893 bis 1898 waren geprägt von seiner Mitarbeit an verschiedenen sozialistischen Zeitschriften. Dabei wurde er stark durch die Ideen von Karl Marx beeinflusst. Ihnen widmete Sorel zahlreiche kritische Analysen und übernahm daraus einige Begriffe, wie zum Beispiel den Klassenkampf, für sein eigenes Denkmodell.
Der Theoretiker, welcher schlussendlich den Sozialismus für Sorel attraktiv machte, dürfte aber Pierre-Joseph Proudhon gewesen sein. Ähnlich wie bei Marx interessiert sich Sorel nicht für dessen Umsetzung des Sozialismus in der realen Welt, sondern vielmehr für das aufgezeigte Menschenbild. Sorel war vom Syndikalismus, wie ihn Proudhon vertrat, durchaus angetan und schrieb dazu einige radikal revolutionäre Werke. Einen großen Einfluss hatte er mit seinen Ideen auf syndikalistische Gewerkschaften aber nicht. Er lebte weiterhin ein ruhiges und zurückgezogenes Leben in der Nähe von Paris und behielt eine gewisse Distanz zu politischen Bewegungen, auch wenn er selbst deren Positionen vertrat.
Die Dreyfus-Affäre erschütterte auch Sorel tief. Sie hatte in Frankreich eine scharfe Trennung zwischen dem Staat und der Kirche zur Folge. Der Hintergrund war, dass 1898 erste Zweifel an der Schuld von Dreyfus aufkamen und die „republikanische Aristokratie“ (Sorel zitiert nach Freund 1972, 109) die Zügel um Gerechtigkeit in die Hände nahm. Zuerst kämpfte Sorel noch an der Seite der Dreyfusaner (hauptsächlich linke Intellektuelle) und betrachtete die Affäre als einen Kampf ums Recht, genauer um die reine Rechtsordnung ohne politische Ideale. Ihn faszinierte vor allem, wie die Sozialisten mit Leidenschaft für die Gerechtigkeit eintraten. Als aber die Gegner (hauptsächlich Nationalisten und die Kirche) von Dreyfus und damit die Gegner der politischen Reformen, durch eine Welle antisemitischer Leidenschaft eine Masse bildeten, änderte Sorel seine Ansichten. Er sah nun einen Aufstand der Massen gegen die republikanische Aristokratie. Die Kirche, welche mit dieser Leidenschaft ein Bündnis einging, erweckte die Massen zu Protesten. Der Antisemitismus ist für Sorel die treibende Kraft im Aufstand des „armen Volkes“ gegen eine dekadente Intellektualität. Dieser Antisemitismus ist im Gegensatz zum Sozialismus instinktiv in den Menschen vorhanden und muss nicht erzwungen werden. Für Sorel ist er somit auch eine treibende Kraft in der Demokratie und mobilisiert die Massen gegen eine besserwisserische und beherrschende Oberschicht.
Was Sorel erschütterte, war die Tatsache, dass aus dem Kampf um Gerechtigkeit ein politischer Kampf wurde und der ganze Prozess ein undurchsichtiger Vorgang von Anschuldigungen und Gegenanschuldigungen wurde. Zum Schluss wurde Dreyfus nicht durch einen Gerichtsspruch, sondern durch politische Amnestie freigelassen. Hieran diagnostizierte Sorel, dass in Frankreich keine Gerechtigkeit herrschte, sondern eine liberale Demokratie ihre Politik auslebte, so wie sie es wollte. Dreyfus hätte von einem Gericht freigesprochen werden sollen, wie jeder andere Mensch auch.
Nach dieser Enttäuschung wurde es kurz still im Leben von Sorel. Mit den Betrachtungen über die Gewalt bekam das Denken Sorels einen neuen Ton. Frankreich stand während dieser Zeit kurz vor einem Bürgerkrieg. Die Menschen hatten Angst vor unkontrollierbarem Gewaltausbruch. Dies veranlasste Sorel, seine Theorie über die Gewalt zu schreiben.
Ein weiterer Theoretiker nahm in diesem Zeitraum maßgeblich Einfluss auf Sorel. So schrieb Michael Freund „was Hegel für Marx, war in hohem Maße Bergson für Sorel“. Bei Henri Bergson fand Sorel die Lebensphilosophie, welche er für seinen Mythos über den Generalstreik brauchte. Er übernahm die Idee der schöpferischen Entwicklung, wodurch er eine Erklärung fand, wie sich die Lebensenergie der Masse mobilisieren lassen würde.
Das Buch Über die Gewalt erschien zunächst 1906 in Form von Aufsätzen in einer sozialistischen Zeitschrift und wurde erst zwei Jahre später zu einem Buch zusammengetragen und veröffentlicht. Die darin enthaltenen Betrachtungen hatten Zündstoff in sich und können aus heutiger Sicht mit dem Ausbruch des Ersten Weltkriegs 1914 in Verbindung gebracht werden. Oder um es mit den Worten von Michael Freund auszudrücken: „die Generation die in den Idealen des Dreyfuskampfes, humanitär-demokratischen Ideen groß geworden war, hatte verspielt“. Die idealistischen Ideen der Liberalen verklangen und andere Ideologien übernahmen die politische Führung.

Dieses Buch kann als Sorels Hauptwerk betrachtet werden, da es im Wesentlichen seine Ansichten über das gesellschaftliche Leben wiedergibt. Maßgebend erhebt er darin Anklage gegen die Sozialdemokraten und Reformisten in Frankreich. Er warf ihnen vor „die zentrale Idee des revolutionären Marxismus, den Klassenkampf, zu Gunsten eines staatserhaltenden sozialen Reformkurses aufgegeben zu haben“ und nun nach eigenwilligen Belieben zu herrschen. Dazu schrieb Sorel: 

„Die Erfahrung hat uns bis heute noch immer bewiesen, daß unsere Revolutionäre, sobald sie nur zur Macht gelangt sind, sich auf die Staatsräson berufen, daß sie dann Polizeimethoden gebrauchen und die Gerichtsbarkeit als eine Waffe ansehen, die sie gegen ihre Feinde mißbrauchen können. Die parlamentarischen Sozialisten entziehen sich dieser allgemeinen Regel durchaus nicht; sie halten an dem alten Staatskultus fest; sie sind daher wohlvorbereitet, alle Missetaten des Ancien Régime zu begehen.“

Somit hat die Regierung zwar gewechselt, aber der alte von ihm verhasste Staatsapparat ist dadurch nicht erschüttert worden, er hat nur sein Gesicht gewechselt. Weiterhin regiert eine intellektuelle Minderheit über die Massen und unterdrückt deren Willen. Für Sorel ist der Staat aber grundsätzlich ein schwaches Konstrukt, das einer Zivilgesellschaft untergeordnet ist. Durch eine gesunde Debatte und plurale Öffentlichkeit ergeben sich für ihn die Werte in einer Gesellschaft.
Ab etwa 1908 beginnt sich Sorel immer mehr für nationalistische und rechtskonservative politische Bewegungen zu interessieren, vor allem für die Action Francaise. Durch die proletarische Gewalt hoffte Sorel auf eine Erneuerung Frankreichs. Darauf, dass das gute alte französische Bürgertum wieder auferstehen würde. Dies war für ihn eine Voraussetzung für eine sozialistische Zukunft. Nach der traurigen Ernüchterung durch die Dreyfus-Affäre bekamen nationalistische Bewegungen neuen Aufwind und versprachen eine Renaissance des alten Frankreichs. Darin sah Sorel eine Möglichkeit, seine Vorstellungen umzusetzen und solidarisierte sich teilweise mit dieser Bewegung.
Im Buch Über die Gewalt konnte schon vorausgesehen werden, was auf Europa in den kommenden Jahren zukam. Das Buch hatte großen Einfluss auf Mussolini, welcher es als eine theoretische Basisliteratur für sein faschistisches Projekt benutzte. Sorel selbst war von Mussolini angetan, bewahrte aber stets eine gewisse Distanz. Ganz im Gegenteil zur bolschewistischen Revolution in Russland. Die letzte Auflage des Buches ergänzte von Sorel um eine kurze Lobeshymne auf Lenin im Ausklang, auch wenn er auf diesen als Theoretiker keinen Einfluss hatte. Sorels Ansichten wechselten somit im Laufe seines Lebens mehrmals. Auch sind viele seiner Ideen oftmals nur aus bestimmten Standpunkten heraus nachvollziehbar. Eins war und blieb er aber von Anfang an: Er war ein vehementer Gegner der parlamentarischen Demokratie.
Sorel starb 1922 einsam und zurückgezogen in einem kleinen Haus in Boulogne.

## Sorels Themen und Standpunkte

### Anknüpfung an Proudhon und Marx
Sorel versuchte Ideen von Pierre-Joseph Proudhon – Ökonom und ein früher Vertreter des Anarchismus – mit Theorien von Karl Marx zu verbinden. Vom Marxismus übernahm er die Idee des „Klassenkampfes“, Marx’ Ökonomiekritik lehnte er aber ab. So erkannte er den von Kapitalisten einbehaltenen Mehrwert zum Beispiel nicht als Diebstahl am Lohn der Arbeiterschaft, sondern sah die unrechtmäßige Aneignung der Arbeit und des Reichtums im Kapitalismus als von Anfang an gegebene Tatsache. Der Klassenkampf entstehe „aus dem Aufstand gegen den Reichtum“. Ebenso übernimmt Sorel sein wichtigstes Fundament, den Begriff des Klassenkampfes, nicht eins zu eins aus den Schriften von Marx. Für Sorel ist der Klassenkampf nichts Geschichtliches, das sich in allen Gesellschaftsformen wiederfindet. Vielmehr entsteht der Klassenkampf erst durch den aufkommenden Kapitalismus und bezeichnet den Kampf des Proletariats um das Recht, denn nur im Recht kann die Arbeiterklasse existieren. Somit ist der Klassenunterschied bei Sorel nicht durch den Besitz von Produktionsmitteln gegeben, vielmehr ist die Klasse das soziale Leben an sich, welches im Recht ihre Ausformulierung erlangt. Der Klassenkampf ist für Sorel eine grundlegende Bedingung, um eine eigene Klassenidentität aufzubauen und selbstständig zu handeln. In einer klassenlosen Gesellschaft ist die Masse eher dazu geneigt, einer Führungsfigur hinterherzulaufen, als eigenständig zu handeln.
Sorel zeigt, dass die Fortschrittsidee in ihrer Ambivalenz von den Sozialisten und von der Bourgeoisie entweder als eine Garantie der kommenden (immer öfter als gewaltlos vorgestellten) Revolution oder als Versicherung gegen sie betrachtet wird; in der Fortschrittsidee drücke sich der Klassengegensatz unmittelbar aus.
Seine Auseinandersetzung mit dem Marxismus kann als eine Suche nach einer Erneuerung der Moral gewertet werden. Er interessiert sich wenig für dessen Analysen des kapitalistischen Systems, sondern denkt, dass im Marxismus das Potenzial stecken könnte, eine moralisch erneuerte Gesellschaft zu schaffen.
Das Buch Krieg und Frieden von Proudhon versteht Sorel als Nachweis dafür, dass der Krieg eine schöpferische Kraft ist, ein „Beweger des Menschengeschlechts“. Das menschliche Dasein passiert auf einem kriegerischen Dasein. Alles andere können sich die Menschen gar nicht vorstellen. Um die Betrachtungen über die Gewalt zu verstehen, müssen sie aus der Sicht dieses Buches erklärt werden. Darin wird der Frieden angepriesen und die Arbeit zum Heroismus der Zukunft erklärt. Der Krieg ist allerdings in der Moderne verwerflich geworden, ein Krieg der Maschinen. Trotzdem bleibt er heilig und göttlich, da in ihm eine enorme Energie schlummert. Die Würde dieses Krieges geht einher mit dem Kampf des Proletariats. So schrieb Michael Freund: „Aus dem Kampf kommt die Disziplin, welche die neue Gesellschaft trägt.“ Sie sei die Moral der Arbeiterschaft, die Produzentenmoral.

### Zur Bedeutung von Mythen
Sorel betonte in seinen Überlegungen zu Mythen nicht deren Inhalt, sondern ihre Fähigkeit, Gemeinschaften zu bilden und Energien freizusetzen. „Sorel begriff den Mythos als Vorstellung von einem Schlachtbild, das massenmobilisierend heroische Gefühle und Instinkte für eine zukünftige entscheidende Auseinandersetzung erwecken sollte. Konkret wurde bei ihm der Mythos vom Generalstreik angesprochen.“ Der Moralismus der Arbeiterklasse, ihr Kampfgeist und ihre Stärke sollte durch „soziale Mythen“ entwickelt werden, statt durch den Glauben an eine Veränderung der Lebensbedingungen. Der Sorelsche Mythos – z. B. der vom Generalstreik – „erschafft Legenden, die der Mensch lebt, statt die Geschichte zu leben, er erlaubt, einer erbärmlichen Gegenwart zu entfliehen, gewappnet mit einem unerschütterlichen Glauben“.
„Ein Mythos kann nicht widerlegt werden, da er im Grunde das gleiche ist, wie die Überzeugungen einer Gruppe, da er der Ausdruck der Überzeugungen in der Sprache der Bewegung ist, und da es folglich nicht angeht, ihn in Teile zu zerlegen.“
Nach Kurt Lenk handelt es sich bei Sorels Begriff des Mythos nicht um einen Ursprungsmythos – wie in den Vorstellungen vieler konservativer Revolutionäre die „Verheißung der Wiederkehr einer verjüngten, heilen Welt“ –, sondern um einen Erwartungsmythos. Er ist „die Vorwegnahme einer sozialen Katastrophe, einer Vernichtungsschlacht […] ein hergestellter Mythos, der mittels des Generalstreiks das Proletariat heroisch und die Bourgeoisie erneut militant machen soll. Der Sinn solch heroischer Gewaltanwendung ist weniger ein Sieg der einen über die andere Seite als die Mobilisierung emotionaler Kräfte.“
Hans Barth urteilte: „Das Ethos, das dem revolutionären Mythos entspricht, ist kriegerisch. Es sind die Tugenden des Soldaten, die Sorel hervorhebt: Mut, Tapferkeit, Selbstbeherrschung und Selbstverzicht, Opferbereitschaft.“

### Über die Gewalt
Die Gewalt ist für Sorel kein physischer Kampf mit blutigem Ende. Sie darf auch nicht verstanden werden als ein Mittel zur Umsetzung eines politischen Zwecks. Er möchte eine neue Sicht auf die Gewalt schaffen. Sie ist für ihn nichts Zerstörendes, sondern etwas Erhaltendes: „ein Einbruch von etwas Erhabenem in die Geschichte“. So schrieb er in seinem Buch:
„Es kostet viel Mühe, die proletarische Gewalt zu verstehen, solange man versucht, mittels der Ideen zu denken, die die bürgerliche Philosophie in der Welt verbreitet hat; nach dieser Philosophie wäre die Gewalt ein Rest der Barbarei und berufen, unter dem Einfluß des Fortschritts der Einsicht zu verschwinden.“
Die Gewalt ist nicht etwas, was sich in der ökonomischen oder gesetzlichen Welt widerspiegelt, sondern vielmehr ein Phänomen des menschlichen Inneren, „eine Tatsache des moralischen Lebens“. Sie braucht nicht durch das Ideal oder Recht als gut oder böse dargestellt zu werden. Sie steht über diesen Zuschreibungen, sozusagen ein höheres Recht, ein göttliches Recht. Hier trennt Sorel die Gewalt von Macht, welche für ihn die Herrschaft über Menschen anstrebt. Die Gewalt muss außerhalb der Ideen der sozialen Welt dargestellt werden.
Der Mythos des Generalstreiks soll für ein starkes und mutiges Proletariat sorgen, welches auch bereit ist, seine Rechte mit Gewalt zu verteidigen. Als ein vergleichendes Beispiel nennt Sorel die katholische Religion. Diese besteht schon seit hunderten von Jahren und ist in ihren Grundfesten kaum Veränderungen ausgesetzt gewesen. Ihre Kraft schöpft sie seines Erachtens aus den unzähligen Schlachten, die sie geführt hat mit dem Glauben, am Schluss den Endsieg davon tragen zu können, sprich ein Mythos des Reiches Gottes.

### Zeitdiagnose Dekadenz
Laut Lenk verbirgt sich in Sorels Gedanken ein kulturpessimistischer Begriff der Dekadenz: „Mit dem Ende der Produzentenmoral ihrer Frühzeit habe [so Sorel] die Bourgeoisie sich in die Passivität eines Konsumismus verloren, aus welcher der politische Generalstreik der Arbeiter sie nun vertreiben soll.“ Durch diese Dekadenz und die Kritik der Aufklärung sah Sorel die Gemeinschaften und die Ordnungskategorien Religion, Sitten und Recht bedroht: „Alle Traditionen sind verbraucht, aller Glaube abgenützt (…). Alles vereinigt sich, um den guten Menschen trostlos zu machen (…). Ich kann von der Dekadenz kein Ende sehen, und sie wird in einer oder zwei Generationen nicht geringer sein. Das ist unser Schicksal.“
Durch die Gewalt sieht er einen Ausweg aus dieser Dekadenz hin zur proletarischen Gesellschaft. Der Kampf ist für ihn der wichtigste Schöpfer der Moral und steht für eine moralische Erneuerung. Dadurch kann die Klasse des Proletariats für sich selber denken und handeln. Er glaubt, ohne genaue Angaben darüber zu machen wie die Gesellschaft in Zukunft funktionieren wird, dass dadurch eine strenge Arbeitsdisziplin herrschen wird und keine Menschen mehr über andere Menschen. Auch wenn sich seine Vorstellung von Gewalt nicht verbreiten konnte, so sind vor allem sein intellektueller Antiintellektualismus und die tiefe Verachtung für die parlamentarische Demokratie für die kommenden Jahre und bis heute einflussreich geblieben.

### Politische Positionen, Haltung
Sorel vertrat unterschiedliche antiliberale Positionen. 1909 brach Sorel mit dem Sozialismus. 1910 zog es ihn für kurze Zeit zur rechten Action Française. Später unterstützt er die Russische Revolution.
Sorels Schriften und Leben sind nach Lenk bestimmt von einer „glaubenslosen Glaubenssehnsucht, der formalen Bejahung von Aktivität als solcher, ungeachtet ihrer inhaltlichen Richtung und Ziele“. Sein Heroismus der „reinen Tat“ kenne keine Kompromisse. Dabei verkörpere Sorel eine antibürgerliche und antiintellektuelle Lebenshaltung, die ihn sowohl für den revolutionären Syndikalismus als auch für viele „Spielformen des modernen Anti-Intellektualismus“ attraktiv machte.
„Sorel änderte seine Meinung über eine ganze Reihe von Fragen. Seine Gegnerschaft zur Demokratie blieb jedoch immer standhaft und entschlossen; sie blieb das unwandelbare Zentrum um das sein Denken kreiste.“ Für Vogt ist das ein Zeichen dafür, dass es Sorel weniger um eine politische Stellungnahme ging, vielmehr um einen moralischen Widerwillen.

## Rezeption

### Im Syndikalismus
Sorel hat auf den französischen und italienischen revolutionären Syndikalismus gewirkt. In seinem Werk „Die sozialistische Zukunft der Gewerkschaften“ finden sich die syndikalistischen Ideen Sorels, die vor allem unter den italienischen Syndikalisten großen Anklang finden.

### Sorel und der Faschismus
Einige Syndikalisten traten später zum Faschismus über, wodurch Sorels Überlegungen in das äußerste rechte politische Spektrum Eingang fanden. Nachdem diese Theoretiker (allen voran Sorels Schüler Edouard Berth und Georges Valois) vergeblich versuchten, den Mythos des Generalstreiks in der Wirklichkeit anzuwenden, sahen sie darin keine Zukunft und gaben mit ihm auch den Begriff der Klasse (und damit auch den Klassenkampf) auf. Als Alternative wandten sie sich der Nation zu. Um die Mobilisierungskraft weiterhin nutzen zu können, musste ein neuer Mythos gefunden werden. An die Stelle des Streikes, welcher für eine Nation nicht von Vorteil ist, da er sie gegenüber anderen Nationen schwächen würde, stellten sie nun den Krieg zwischen den Nationen. Dieser Mythos wurde Mythos vom revolutionären Krieg genannt. Der Mythos des Generalstreiks hatte versagt, und viele Syndikalisten haben dadurch aufgehört, an die schöpferische Kraft des Proletariats zu glauben, unter ihnen auch Mussolini. Der italienische Diktator Benito Mussolini (1883–1945) nannte Georges Sorel auf die Frage, welchem von seinen Lehrmeistern er am meisten verdanke.
Sorel sehe, so Hans Barth, vor allem die moralische Qualität der kämpferischen Auseinandersetzung: „Der Kampf als das Ergebnis der antagonistischen Struktur des Menschen [sei] für Sorel in letzter Instanz ein Kampf für Recht und Gerechtigkeit.“ Sorel ließe sich daher nicht umstandslos in die Ideengeschichte des Nationalsozialismus bzw. einer gewissenlosen, brutalen und rassistischen „Herrenmoral“ eintragen. Barth konstatiert jedoch, dass, „obgleich für Sorel auch die Gewalt im Dienste der moralischen Gesamterneuerung der europäischen Völker stehen sollte“, die „Auswirkung seiner Lehre doch in der schrankenlosen Machtausnutzung bestand“.

## Schriften
- Contribution à l’étude profane de la Bible. Paris 1889.
- Le Procès de Socrate. Paris 1889.
- L’ancienne et nouvelle métaphysique. 1894, herausgegeben unter dem Titel D’Aristote à Marx. Paris 1935.
- La ruine du monde antique. Paris 1898.
- Saggi di critica del marxismo. Palermo 1903.
- Le système historique de Renan. Paris 1906.
- Insegnamenti sociali della economia contemporanea. Palermo 1907.
- La décomposition du marxisme. Paris 1908, dt.: Die Auflösung des Marxismus. Edition Nautilus, Hamburg 1978.
- Les illusions du progrès. Paris 1908, engl. The illusions of progress. University of California Press, Berkeley 1969.
- Réflexions sur la violence. Paris 1908, dt.: Über die Gewalt. Universitäts-Verlag Wagner, Innsbruck 1928; Suhrkamp, Frankfurt am Main 1969; AL.BE.CH.-Verlag, Lüneburg 2007. (Siehe dazu: Klaus Große Kracht: Georges Sorel und der Mythos der Gewalt. In: Zeithistorische Forschungen/Studies in Contemporary History. 5, 2008, S. 166–171.)
- La révolution dreyfusienne. Paris 1909.
- Matériaux d’une théorie du Prolétariat. Paris 1919.
- De l’utilité du pragmatisme. Paris 1921.

## Literatur

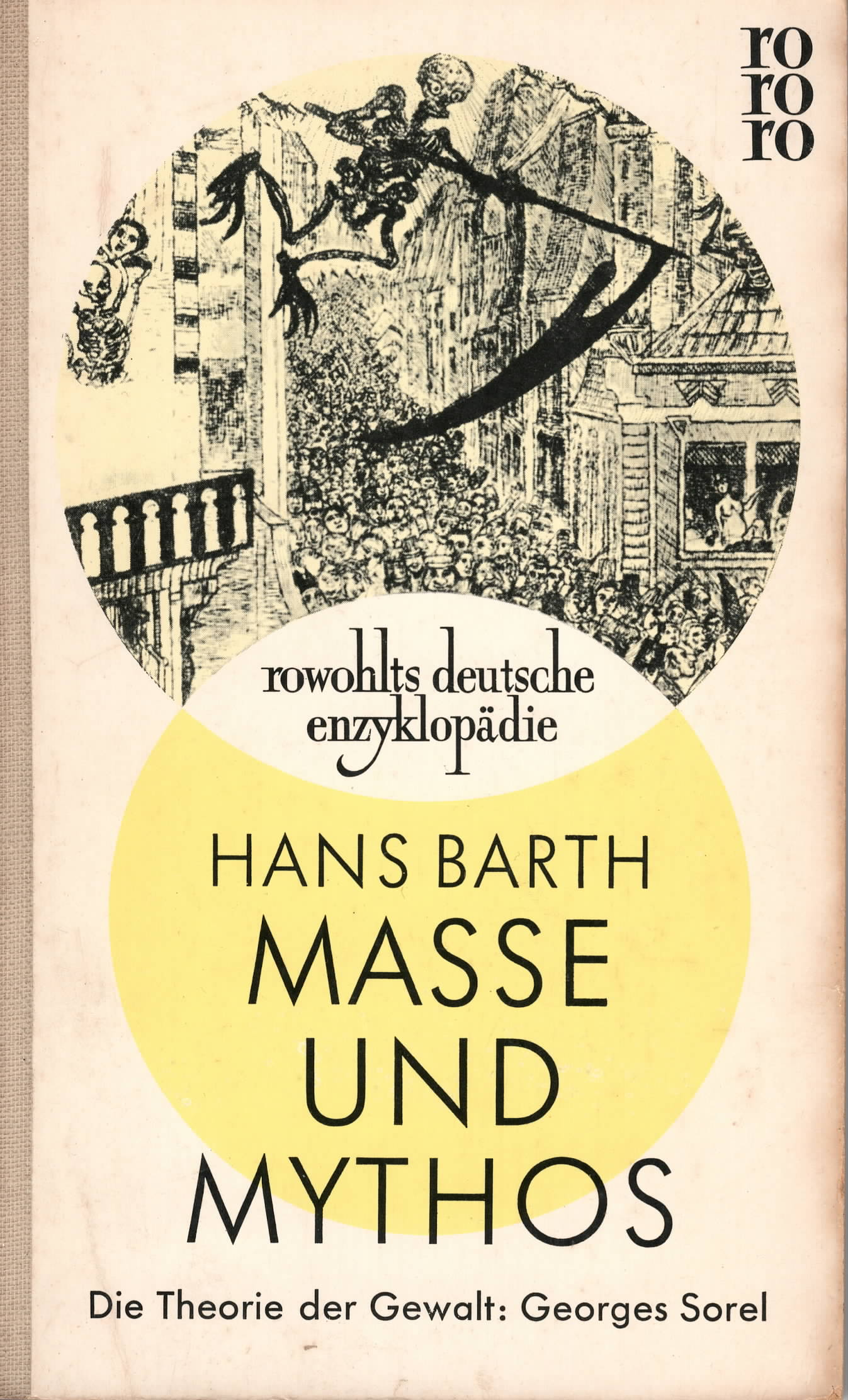
Hans Barth: Masse und Mythos. Die ideologische Krise an der Wende zum 20. Jahrhundert und die Theorie der Gewalt. Georges Sorel. Erschien als Band 88 in rowohlts deutsche enzyklopädie, 1959